# Charlotte-Amalie de Danemark
Charlotte-Amalie de Danemark et de Norvège (6 octobre 1706 - 28 octobre 1782) est une princesse danoise, fille du roi Frédéric IV de Danemark et de Louise de Mecklembourg-Güstrow. 

## Biographie

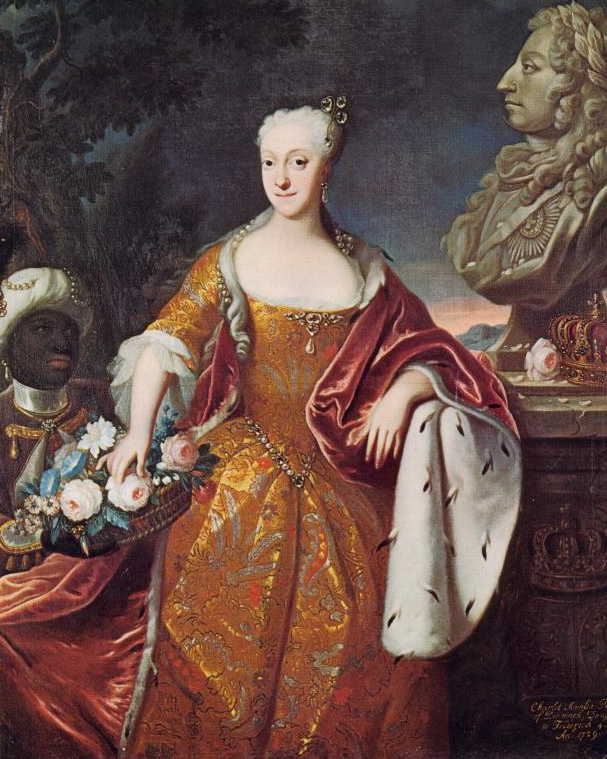
Portrait par Johann Salomon Wahl.

En 1725, elle est placée sur la liste des 99 princesses potentiellement mariable avec Louis XV (elle aurait pour cela dû se convertir au catholicisme). Elle en est retirée parce que le Danemark est un ennemi de la Suède, elle-même alliée à la France, et qu'un tel mariage serait préjudiciable à l'alliance franco-suédoise. Au début des années 1730, son frère le roi tente d'arranger un mariage entre elle et Frédéric de Galles, mais les négociations n'aboutissent pas et elle reste célibataire. 
Comme c'est la coutume pour les princesses célibataires, elle vit avec sa mère jusqu'à la mort de celle-ci, puis avec sa belle-mère, Anne-Sophie de Reventlow. Contrairement à son frère et à sa belle-sœur, elle entretient de bonnes relations avec elle et tente de limiter l'hostilité de la cour envers elle. Elle est séparée d'Anne-Sophie lorsque son frère accède au trône en 1730. Elle vit alors à la cour royale en hiver et au palais de Charlottenlund en été où elle tient sa propre cour. 
Charlotte-Amalie est décrite par ses contemporains comme une personne adorable en bon terme avec la plupart de ses connaissances. Elle n'a pas participé aux affaires de l'État et a vécu une vie paisible à la cour. 
Le 8 avril 1771, elle est condamnée à quitter la cour. Elle passe le reste de sa vie avec la veuve de son neveu, la reine douairière Juliane-Marie. Comme elle préfère les perruques noires, elle ordonne à tout son personnel d'en porter, et sa cour devient connue sous le nom de « Cour des perruques noires ».  
Elle passe une grande partie de son temps à la cour avec Juliane-Maria devenue régente en 1772. À partir de 1778, atteinte de sénilité, elle ne se montre plus en public. 
Charlotte-Amalie est la bienfaitrice de l'écrivain Charlotte Baden, la nièce de l'une de ses principales dames d'honneur, Anna Susanne von der Osten, à qui elle offre une éducation et une rente. Dans son testament de 1773, Charlotte-Amalie créé la fondation, Prinsesse C.A.s stiftelse, pour financer l'éducation des filles pauvres de toutes les classes. 
Elle décède à l'âge de 76 ans le 28 octobre 1782 à Copenhague. Elle est enterrée dans la cathédrale de Roskilde. Les bijoux qu'elle avait légués à la couronne sont depuis conservés au château de Rosenborg. 

## Postérité
Le palais de Charlottenlund, construit entre 1731 et 1733 et où elle passa ses étés, porte son nom. 